# Louis-François Aubry
Louis-François Aubry, nacido el 27 de febrero de 1767 en París y fallecido el 16 de junio de 1851 en Les Batignolles, fue pintor, miniaturista, dibujante, coleccionista y restaurador de obras de arte francesas.

## Biografía
El 29 de marzo de 1784, Aubry ingresó en la École royale des élèves protégés de la Academia real de pintura y de escultura de París, donde el registro de alumnos protegidos de la Academia real menciona su admisión como alumno de Louis Jean-Jacques Durameau. Era entonces alumno de François-André Vincent y luego tomó lecciones de Jean-Baptiste Isabey que tenía la misma edad que él.<Todavía estaba en la escuela en julio de 1791. Debutó en el Salón de París en 1798, y expuso en todos los salones excepto en el de 1806 hasta 1833. En 1804, después de haber enviado tres miniaturas y un dibujo hecho de la naturaleza, un informe titulado: Pasquino et Scapin au muséum habla de él en estos términos halagadores:

¿No te encantaría este Aubry, que hace figuras tan lindas y parecidas, no encantaría a tus ojos? Aubry hace mucho honor a su maestro, y lo imita perfectamente por el parecido y por la suavidad de su pincel. Uno ve en sus figuras la sangre circulando y las pasiones brillando.

Sobre el dibujo, un estudio tomado del natural, el artículo añade: «...Es un dibujo completado por sus bellas formas, por su precisión y elegancia. Es un modelo de belleza, porque todas las partes están bien dibujadas y bien dispuestas...». También se encuentra el nombre de Aubry honorablemente citado, aunque en términos más breves, por otros críticos de salón.
Sus miniaturas agradaron particularmente a la familia Bonaparte. En el Salón de 1804, sus miniaturas fueron remarcadas junto a las de Daniel Saint y Jacques Augustin. Entre sus principales obras se encuentran los retratos de cuerpo entero de los reyes de Westfalia, grandes miniaturas que expuso en el Salón de 1810 y que se mostraron en Inglaterra, y en la Galería Wallace, dos miniaturas: Paulina Bonaparte, la princesa Borghese y otro miembro de la familia imperial.
El período de mayor éxito, sin embargo, fue durante el período de la Restauración y después del establecimiento de la Monarquía de Julio. Se cita en particular su retrato de la esposa de Luis Felipe I de Francia, María Amelia de Borbón-Dos Sicilias, que se exhibió en 1831. Es autor de un dibujo al agua, que representa la disposición de un refugio bonapartista en Texas, y que forma parte de las colecciones del Museo Nacional de la Cooperación Franco-Americana en Blérancourt.
Maestro de Daniel Saint, dirigió durante muchos años un taller abierto a estudiantes de ambos sexos. En 1808, ganó una medalla de segunda clase, y en 1827 se le concedió la medalla de primera clase. Fue nombrado caballero de la Legión de Honor el 15 de enero de 1832. Había adquirido una buena reputación, pero inferior a la de Isabey. Según Alphonse Maze-Sencier, su dibujo era más seco y sus encarnaciones menos rosadas que la de su maestro.
El autorretrato en miniatura de Louis-François Aubry aparece, entre otras obras suyas, en el departamento de artes gráficas del museo del Louvre. Algunas de sus obras se encuentran también en el museo de Bellas Artes de Caen. De 1833 a 1848, fue empleado como restaurador por la administración del museo.

## Obras

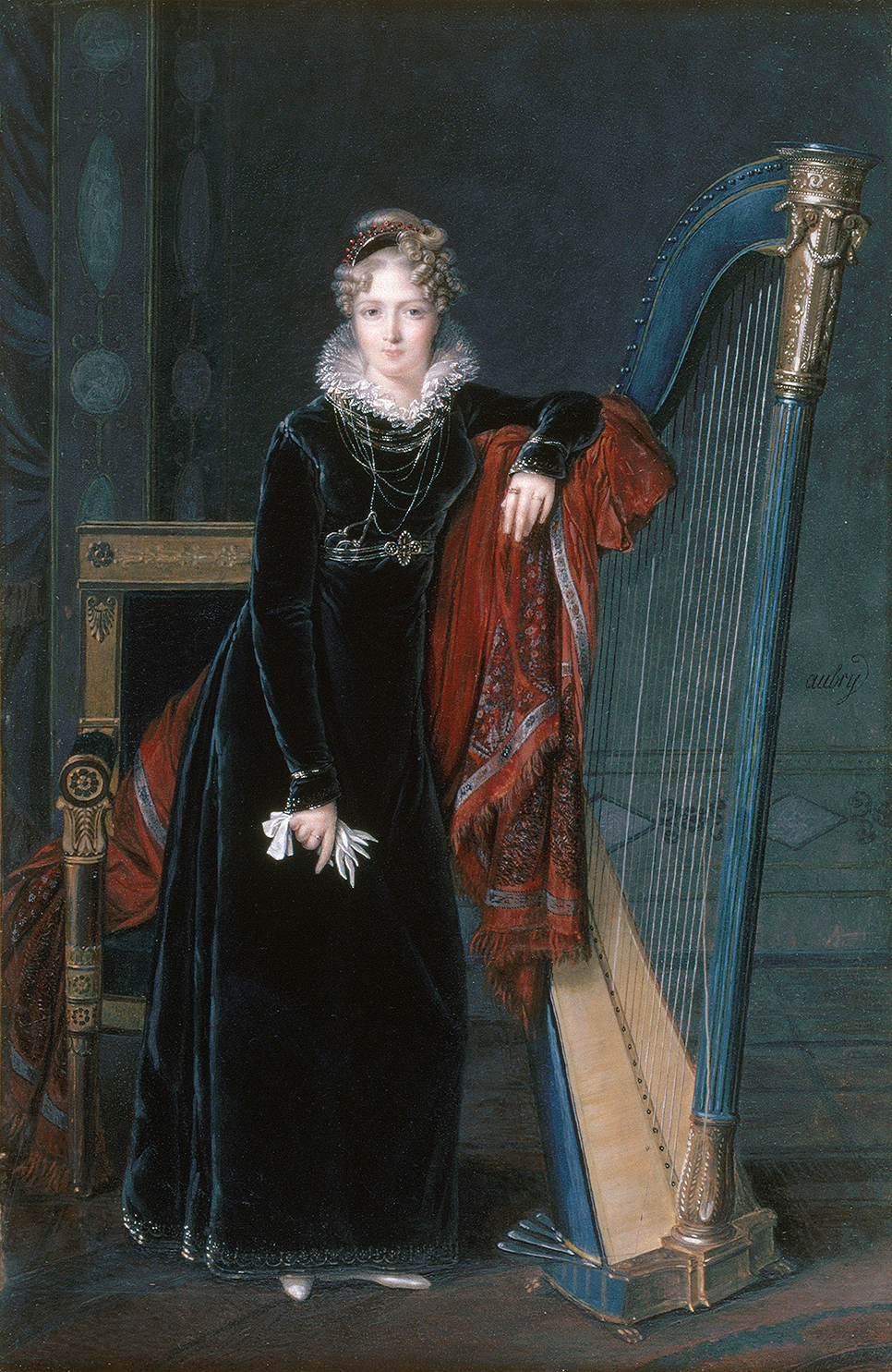
Portrait de la baronne de Benoist en pied à côté d’une harpe, miniature sobre márfil por Aubry.

- Tombeau de Napoléon Ier à Sainte-Hélène.
- Portrait miniature d’une dame.
- Portrait d’une femme en cheveux et feuille de musique.
- Portrait présumé de Mademoiselle Marie-Rose Maistre.
- Portrait d’un homme, vêtu d’un costume de van Dyck.
- Portrait d’un homme dans un manteau noir sur fond brun, 1825.
- Portrait de jeune femme en robe de voile blanc, écharpe jaune et coiffée de boucles.
- Jeune dame de la cour, en robe de soie bordée d’or, broches de perles et de rubis fixé au corsage et aux épaules, ruche en dentelle.
- Le Couronnement, 1823.
- Portrait de jeune fille en robe de voile blanc à haute taille ceinturée de bleu, en buste vers la gauche, presque de face et coiffée de boucles, 1815.
- Jérôme Bonaparte (1784-1860), roi de Westphalie, en uniforme blanc-bleu canalisé d’infanterie de Westphalie, avec revers brodés, 1807-1813.
- Portrait de l’Impératrice Joséphine en robe bleue, 1800-1825.
- Portrait de femme en vestale.
- Portrait d’une mère tenant son enfant dans ses bras, 1805.
- Portrait d’une dame inconnue, en buste.
- Jeune femme de qualité à l’éventail.
- Madame de La Roque, mère de la Mère Sainte Marie du Carmel, en buste de face.
- Jeune femme en veste de velours marron avec boutons et grenouilles, collier de dentelle en velours raide, cheveux noirs en boucles.
- Jérôme Bonaparte, roi de Westphalie, 1807-1813.
- Portrait de femme en vestale.
- Homme en costume bleu (+ Mme H. Hennecart, en robe bleue, col blanc gaufré, châle de cachemire).
- Portrait de femme à la robe bleue, écharpe cachemire et coiffe de dentelle piquée de roses et myosotis.
- Portrait d’homme, 1826.
- Portrait d’une dame en robe noire avec col en dentelle blanche, debout à côté d’une harpe.
- Louis Bonaparte, roi de Hollande, en uniforme vert de général, 1806.
- Portrait de Joseph Bonaparte en costume de cour et cape or vers la droite, 1804.
- Merlin de Douai.
- Portrait du comte de Chastellux, en veste bleue et cravate blanche.
- Jeune femme en robe blanche bordée de dentelle, aux cheveux noirs dépeignés.
- Jérôme Bonaparte, roi de Westphalie, en uniforme d’infanterie de Westphalie, manteau blanc avec parements noirs brodés d’or, épaulettes en or, ruban rouge et insigne, cheveux et pattes noirs.
- Jérôme Bonaparte, roi de Westphalie, vêtu d’un manteau blanc avec une coupe noire et dorée de l’infanterie westphalienne et ruban rouge, étoile et insigne du grand aigle de la légion d’honneur.
- Jeune monsieur en manteau noir décoré d’un ruban rouge sur le revers gauche, gilet blanc et chemise à cols hauts, cravate noire.
- Merlin de Douai, 1830.
- Jeune dignitaire, manteau noir, gilet blanc et cravate nouée, étoile à la poitrine et voile rouge de l’Ordre Royal de Wurtemberg de l’Aigle d’Or, 1810.
- Gentilhomme vêtu d’un manteau gris, gilet blanc, chemise plissée tenue avec une épingle en forme de bouclier et cravate attachée, 1798.
- Jeune femme en robe de velours noir avec collier de dentelle haute, monocle suspendu à chaine drapée autour du corsage, cheveux noirs bouclés.
- Portrait d’homme.
- Portrait d’une jeune femme dans un parc présentée de trois-quart, portant une robe de soie blanche à large décolleté découvrant un sein, et coiffée à la conseilleur, 1775-1799.
- L’Arrestation de Camille Desmoulins.
- Jeune homme en redingote bleue, gilet et cravate blancs, coiffés de mèches, 1827-1827.
- Jolie jeune femme.
- Dame aux cheveux noirs en robe blanche ruchée et châle rouge, 1810-1810.
- Portrait de la baronne de Benoist , v. 1810.
- Signor Rivio aux cheveux noirs et moustaches, en manteau noir et jabot blanc, 1830-1830.